# Ianiropsis koreaensis
Ianiropsis koreaensis là một loài chân đều trong họ Janiridae. Loài này được Jang & Kwon miêu tả khoa học năm 1990.